# Фонд ООН у галузі народонаселення
Фонд ООН у галузі народонаселення (англ. UNFPA, the United Nations Population Fund) — провідна агенція ООН, яка зосереджує свою роботу у сфері гендерної рівності, репродуктивного здоров'я та розбудови потенціалу молоді. Спільно з партнерами UNFPA працює у 150 країнах та територіях світу. Представництво в Україні працює з 1997 року.

## Історія
UNFPA, Фонд ООН у галузі народонаселення створено у 1969 році, Представництво в Україні працює з 1997 року.
У вересні 2015 року 193 держави-члени ООН одностайно прийняли Цілі сталого розвитку, набір із 17 завдань, спрямованих на перетворення світу до 2030 року. Ці цілі спрямовані на усунення бідності, дискримінації, зловживання, боротьби з екологічним знищенням і введення в епоху розвитку для всіх людей у всьому світі.
У своїй діяльності на території України Фонд керується 5-а з 17-и Цілей сталого розвитку 2016—2030 (зокрема,  «Міцне здоров'я і благополуччя», «Якісна освіта», «Гендерна рівність», «Скорочення нерівності» та «Мир, справедливість та сильні інститути»).

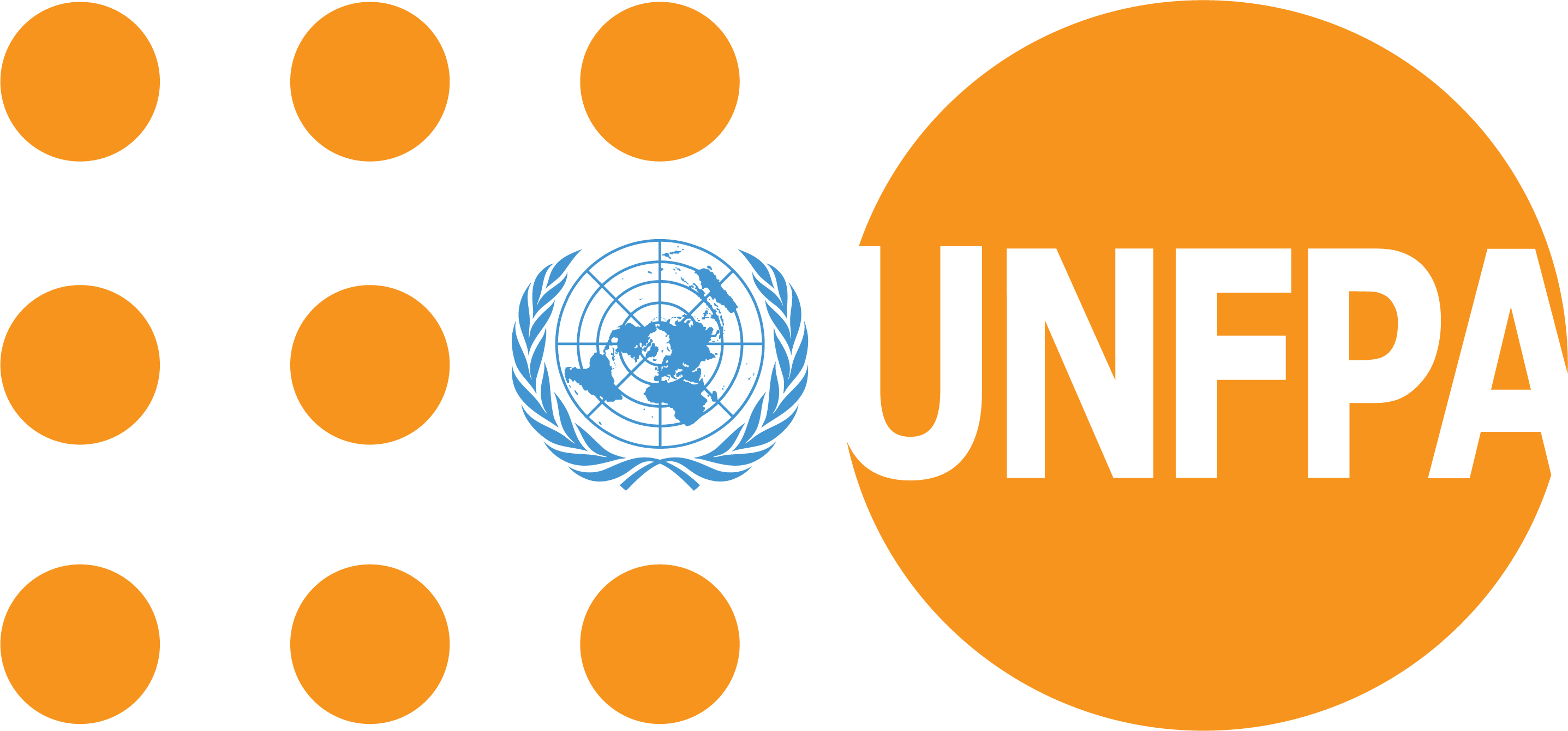
Офіційний логотип Фонду ООН у галузі народонаселення

## Місія
Керуючись Програмою дій (ICPD), ми створюємо світ, де кожна вагітність є бажаною, кожні пологи безпечними, і кожна молода людина може реалізувати свій потенціал.

## Принципи
1. Рухаємося вперед заради спільної мети.
2. Прагнемо безпеки та гідності.
3. Забезпечуємо рівність.
4. Нікого не залишаємо осторонь.